# Hechtsommer
Hechtsommer ist ein Roman der deutschen Autorin Jutta Richter, den sie 2004 veröffentlichte. Im Zentrum steht das Mädchen Anna, das diesen Sommer erlebt, an dessen Ende sich das Leben von ihr und ihren Freunden, den Brüdern Daniel und Lukas, unwiederbringlich verändert hat.

## Inhalt
Während der Sommer immer wärmer wird und Daniel und Lukas versuchen, den Hecht zu fangen, bekommt Anna langsam mit, dass sich etwas veränderte. Gisela, die Mutter ihrer Freunde, ist an Krebs erkrankt. Keiner sagt dem Mädchen, aus deren Perspektive der Roman geschrieben ist, um welche Krankheit es sich handelt. Nur daran, dass sich die Erwachsenen, allen voran Annas Mutter, Daniel und Lukas gegenüber anders verhalten, fällt ihr auf. Auch Daniel und Lukas spüren die Veränderung.

## Beschreibung
Jutta Richter verknüpft die Darstellung des sich endlos dahinziehenden, schicksalhaften Sommers mit der persönlichen Nöten der Kinder, die nicht wissen, was sie von den Erwachsenen halten sollen, und die eigene Methoden entwickeln, dem sich abzeichnenden Schicksal zu begegnen, um nicht zugrunde zu gehen.
Dabei führt diese Verbindung zu einer Leichtigkeit und Traurigkeit, die einem die Gefühlswelt der Kinder eindringlich nacherleben lässt.

## Auszeichnungen
- LUCHS 210 August 2004
- Katholischer Kinder- und Jugendbuchpreis 2005
- LesePeter Kinderbuch September 2004; siehe https://www.ajum.de